# Москожев
Москожев (пол. Moskorzew) — село в Польщі, у гміні Москожев Влощовського повіту Свентокшиського воєводства.
Населення — 606 осіб (2011).
У 1975-1998 роках село належало до Ченстоховського воєводства.

## Демографія
Демографічна структура на день 31 березня 2011 року:
|          | Загалом | Допрацездатний вік | Працездатний вік | Постпрацездатний вік |
| -------- | ------- | ------------------ | ---------------- | -------------------- |
| Чоловіки | 291     | 47                 | 211              | 33                   |
| Жінки    | 315     | 57                 | 178              | 80                   |
| Разом    | 606     | 104                | 389              | 113                  |